# Stephen M. Larson
Stephen M. Larson, američki planetolog.

## Životopis
Larson radi kao planetolog na Lunar and Planetary Laboratory u SAD. Poznat je po radu na kometima. 1980-ih je digitalizirao fotografije prolaska Halleyjeva kometa od 1910., za proučavati komu i lažnu jezgru, time dajući u evidenciju nove detalje naravi i sadržaja repa kometa. Narednih je godina nastavivši proučavati komete, razvio je algoritme za digitalnu obradu fotografija kometa, među kojim je filtar Larson-Sekanina kojim se mnogo služe profesionalni i amaterski astronomi.
Također je pokretačem organizacije Near Nucleus Studies iz programa International Halley Watch. Njegov program motrenja kometa spektroskopijom i slikama nastavlja otkrivati zanimljive aspekte kometnih fenomena.
S Johnom W. Fountainom, s točnošću dokazuje postojanje 11. Saturnova satelita (Epimeteja) i izračunao mu period revolucije, prije nego što su brojnih podataka iz 1980. koji su razbistrili zbunjujuće podatke iz 1966., jer su onda Saturnovi prsteni bili u ravnini promatranja.
Ostavio je svoje ime dvjema periodičnim kometima numeriranima kao 250P/Larson, 261P/Larson, 374P/Larson i 382P/Larson te nenumerirani P/2014 E1 (Larson) te neperiodični komet C/2009 F1 (Larson).
Suotkrivač Saturnova satelita Telesta.
S Carlom W. Hergenrotherom otkrio dva asteroida: 5. travnja 1994. asteroid (306387) 1994 GR8 i 28. siječnja 2005. asteroid (85316) 1995 BA4.
Njemu je u čast ponio ime asteroid 3690 Larson.